# Star Wars Jedi Knight: Jedi Academy
Star Wars Jedi Knight: Jedi Academy é um videogame de ação de tiro em primeira e terceira pessoa de 2003, ambientado no universo Star Wars. Foi desenvolvido pela Raven Software e publicado pela LucasArts na América do Norte e pela Activision em todos os outros territórios do mundo. O jogo foi lançado para Microsoft Windows e OS X (publicado pela Aspyr) em setembro de 2003 e para Xbox (desenvolvido pela Vicarious Visions) em novembro de 2003 e recebeu críticas positivas.
No modo single-player, o jogador assume o controle do personagem Jaden Korr, um estudante da Academia Jedi, sob a tutela de Kyle Katarn. O jogador deve completar várias missões atribuídas a eles por Katarn e Luke Skywalker. Há também um modo multiplayer que permite aos jogadores jogar contra outras pessoas pela internet ou via LAN.
Uma conversão para o Nintendo Switch e PlayStation 4 foi anunciada em setembro de 2019 e está programada para ser lançada no início de 2020.

## Ligações Externas
- Star Wars Jedi Knight: Jedi Academy. no Xbox Store
- Star Wars Jedi Knight: Jedi Academy. no MobyGames
- Star Wars Jedi Knight: Jedi Academy. no IMDb.